# Jože Vrtačič
Jože Vrtačič, slovenski atlet, * 1. februar 1980, Novo mesto.
Vrtačič je za Slovenijo nastopil na Poletnih olimpijskih igrah 2000 v Sydneyju, kjer je nastopil v moški štafeti 4 x 400 metrov. V svoji disciplini, teku na 400 metrov, kjer ima osebni rekord 46,83 s (postavljen leta 2000), se ni uspel uvrstiti na Olimpijske igre.